# Phortica psi
Phortica psi är en tvåvingeart som först beskrevs av Zhang och Gan 1986.  Phortica psi ingår i släktet Phortica och familjen daggflugor. Inga underarter finns listade i Catalogue of Life.